# Nipāni
Nipāni är en ort i Indien.   Den ligger i delstaten Maharashtra, i den sydvästra delen av landet, 1 400 km söder om huvudstaden New Delhi. Nipāni ligger 608 meter över havet och antalet invånare är 60 351.
Terrängen runt Nipāni är platt norrut, men söderut är den kuperad. Terrängen runt Nipāni sluttar norrut. Runt Nipāni är det tätbefolkat, med 397 invånare per kvadratkilometer. Nipāni är det största samhället i trakten. Trakten runt Nipāni består till största delen av jordbruksmark.